# 話頭禪
話頭禪，為俗人對參禪誤解之稱，實為參禪，又稱看話禪，禪宗術語，以一種被稱為看話或者參究公案中之某一句文的方式來進行禪修。這種禪修方式最早始於南宋大慧宗杲禪師，由公案禪發展而成，盛行於臨濟宗之中。與曹洞宗的默照禪法並稱。

## 修行方式
所謂的「看」，是一種觀察守護的意思，即內觀。「參」比「看」更廣，因爲在基於「看」的觀中，含有參究的「參」。「參」是禪宗獨有的絕活，在觀照中以疑情持續的參究，自然帶有「看」。
話頭有二説法：
1. 話頭只是一句話，源自於禪宗公案的内文攫取，一般上都是公案裏禪師們逼拶禪和子時最具關鍵性的一句話，逼迫禪和子即刻生起疑情，參究不已。
2. 話頭，是指說話的前頭，亦即是在動念要說話、未說話之前的那個念頭。此是虛雲老和尚所描述，為近代流行此一説法。然而，此一説法帶有爭議性，虛云老和尚前未有此説。

虛雲老和尚倡導之方法：
話頭，是指說話的前頭，亦即是在動念要說話、未說話之前的那個念頭。修行者把自己的念頭集中在一句話，或一個問句上，觀察自己內心，之後升起疑情，在打破疑情之後，由此來得到開悟。這種修行方法，稱為看話頭，或參話頭。
看話頭，最早可以追蹤到黃蘗希運。在文獻上，最早有記錄教人看話頭的是黃龍慧南與五祖法演，但是把這個方法發揚光大的則是大慧宗杲禪師。大慧宗杲提倡學者參究趙州禪師的無字公案，他鼓勵學者起疑情，以疑情參究公案，而得到開悟。
在更早之前，雖然并無文獻出現“話頭”一詞，但是禪師們已經在日常生活裏，通過各種手段，各種言詞來逼迫禪和子，讓他們掉入疑情中，不停參究。時節因緣成熟時，更會突然使出霹靂手段，或者下個轉語，來促成禪和子的開悟。

## 常見話頭
除了大慧宗杲禪師的無字公案外，常見的話頭
- 「因甚狗子無佛性？」，或是簡化為「因甚道無？」
- 「念佛是誰？」
- 「本來面目？」
- 「萬法歸一，一歸何處？」
- 「拖死屍是誰？」